# سدةباتيس (عمد)

تعديل مصدري - تعديل

سدةباتيس هي إحدى قرى  بمديرية عمد التابعة لمحافظة حضرموت، بلغ تعداد سكانها 83 نسمة حسب تعداد اليمن لعام 2004.